# Viola corsica
Viola corsica Nyman – gatunek roślin z rodziny fiołkowatych (Violaceae). Występuje naturalnie na Sardynii, Korsyce i Elbie. 

## Morfologia
PokrójBylina dorastająca do 10–80 cm wysokości, tworzy kłącza.
LiścieBlaszka liściowa ma owalnie lancetowaty kształt, jest karbowana na brzegu, ma nasadę od ściętej do zbiegającej po ogonku i ostry wierzchołek. Ogonek liściowy jest nagi. Przylistki są trójkątnych do nitkowatych lub pierzastych.
KwiatyPojedyncze, wyrastające z kątów pędów. Mają działki kielicha o owalnym kształcie i dorastające do 12–18 mm długości. Płatki są odwrotnie jajowate i mają fioletową barwę, dolny płatek jest odwrotnie sercowaty, mierzy 21-34 mm długości, posiada obłą ostrogę o długości 10-15 mm.
OwoceTorebki mierzące 7-10 mm długości, o jajowatym kształcie.